# Sava Bento
Sava Miladinovic Bento (* 2. Januar 1991) ist ein portugiesischer ehemaliger Fußballspieler, der neben der portugiesischen auch die Nationalität von Serbien besitzt.

## Karriere
Sein Debüt in der ersten Mannschaft des FC Luzern bestritt er am 27. Februar 2011 unter dem Trainer Rolf Fringer. Dort wurde am Ende der Saison 2014/2015 sein Vertrag nicht mehr verlängert. Nach einem haben Jahr ohne Verein kam er zur Rückrunde zur Mannschaft des FC Ibach, welche in der fünften Liga der Schweiz spielen. Auf Grund einer Verletzung folgte sein erster Einsatz dann aber erst in der Saison 2016/17 in der gesamten Spielzeit kam er jedoch nur zu vier Einsätzen. Zur nächsten Saison ging es für ihn dann innerhalb der Spielklasse weiter zum FC Emmenbrücke, dort blieb er bis zum Ende des Jahres 2018.